# Vasilij Mihajlovič Golovnin
Vasilij Mihajlovič Golovnin (rusko Василий Михайлович Головнин), ruski viceadmiral in raziskovalec, * 19. april 1776, Gulinki, † 11. julij 1831, Sankt Peterburg.

## Življenjepis
Golovnin je nekaj časa služil v Kraljevi vojni mornarici pod poveljstvom admirala Nelsona.
Dvakrat je obplul svet, med letoma 1807—1809 in med letoma 1817—1819.